# Lijst van Europese wedstrijden van Sunderland AFC
De Engelse voetbalclub Sunderland AFC speelt sinds 1973 wedstrijden in Europese competities. Hieronder volgt een overzicht van de gespeelde wedstrijden per seizoen.

## Overzicht
Uitslagen vanuit gezichtspunt Sunderland
| Seizoen                                                    | Competitie   | Ronde | Land               | Club              | Totaalscore | 1e W    | 2e W    | PUC |
| ---------------------------------------------------------- | ------------ | ----- | ------------------ | ----------------- | ----------- | ------- | ------- | --- |
| 1973/74                                                    | Europacup II | 1R    | Vlag van Hongarije | Vasas Boedapest   | 3-0         | 2-0 (U) | 1-0 (T) | 6.0 |
|                                                            |              | 1/8   | Vlag van Portugal  | Sporting Lissabon | 2-3         | 2-1 (T) | 0-2 (U) | 6.0 |
| Totaal aantal behaalde punten voor UEFA coëfficiënten: 6.0 |              |       |                    |                   |             |         |         |     |

Zie ook
- Deelnemers UEFA-toernooien Engeland
- Ranglijst van alle clubs die in de diverse Europa Cups zijn uitgekomen

## Statistieken

### Europa Cup II (seizoen 1973/74)
Bijgaand een overzicht van de spelers die Sunderland AFC onder leiding van trainer-coach Bob Stokoe vertegenwoordigden in de Europa Cup II, seizoen 1973/74. De club uit Engeland werd in de achtste finales uitgeschakeld door het Portugese Sporting Lissabon.
| Naam             | Min. | Duels | B | Werd in het veld gebracht | Werd van het veld gehaald | Goal | Kreeg geel | Kreeg voor de tweede keer geel en dus rood | Weggestuurd |
| ---------------- | ---- | ----- | - | ------------------------- | ------------------------- | ---- | ---------- | ------------------------------------------ | ----------- |
| Vic Halom        | 348' | 4     | 4 | 0                         | 1                         | 0    | ?          | ?                                          | ?           |
| Mick Horswill    | 343' | 4     | 4 | 0                         | 1                         | 1    | ?          | ?                                          | ?           |
| Billy Hughes     | 354' | 4     | 4 | 0                         | 1                         | 1    | ?          | ?                                          | ?           |
| Bobby Kerr       | 360' | 4     | 4 | 0                         | 0                         | 1    | ?          | ?                                          | ?           |
| Dick Malone      | 360' | 4     | 4 | 0                         | 0                         | 0    | ?          | ?                                          | ?           |
| Jimmy Montgomery | 360' | 4     | 4 | 0                         | 0                         | 0    | ?          | ?                                          | ?           |
| Ian Porterfield  | 360' | 4     | 4 | 0                         | 0                         | 0    | ?          | ?                                          | ?           |
| Dennis Tueart    | 360' | 4     | 4 | 0                         | 0                         | 2    | ?          | ?                                          | ?           |
| Dave Watson      | 360' | 4     | 4 | 0                         | 0                         | 0    | ?          | ?                                          | ?           |
| David Young      | 282' | 4     | 3 | 1                         | 0                         | 0    | ?          | ?                                          | ?           |
| Ron Guthrie      | 186' | 3     | 2 | 1                         | 0                         | 0    | ?          | ?                                          | ?           |
| Joe Bolton       | 180' | 2     | 2 | 0                         | 0                         | 0    | ?          | ?                                          | ?           |
| John Lathan      | 17'  | 1     | 0 | 1                         | 0                         | 0    | ?          | ?                                          | ?           |
| Richie Pitt      | 90'  | 1     | 1 | 0                         | 0                         | 0    | ?          | ?                                          | ?           |
|                  |      |       |   |                           |                           |      |            |                                            |             |
| John Ashurst     | 0    | 0     | 0 | 0                         | 0                         | 0    | 0          | 0                                          | 0           |
| Rod Belfitt      | 0    | 0     | 0 | 0                         | 0                         | 0    | 0          | 0                                          | 0           |
| Danny Hegan      | 0    | 0     | 0 | 0                         | 0                         | 0    | 0          | 0                                          | 0           |
| Dennis Longhorn  | 0    | 0     | 0 | 0                         | 0                         | 0    | 0          | 0                                          | 0           |
| Trevor Swinburne | 0    | 0     | 0 | 0                         | 0                         | 0    | 0          | 0                                          | 0           |
| Tony Towers      | 0    | 0     | 0 | 0                         | 0                         | 0    | 0          | 0                                          | 0           |
| Keith Waugh      | 0    | 0     | 0 | 0                         | 0                         | 0    | 0          | 0                                          | 0           |